# St. Peter (Bruchsal)

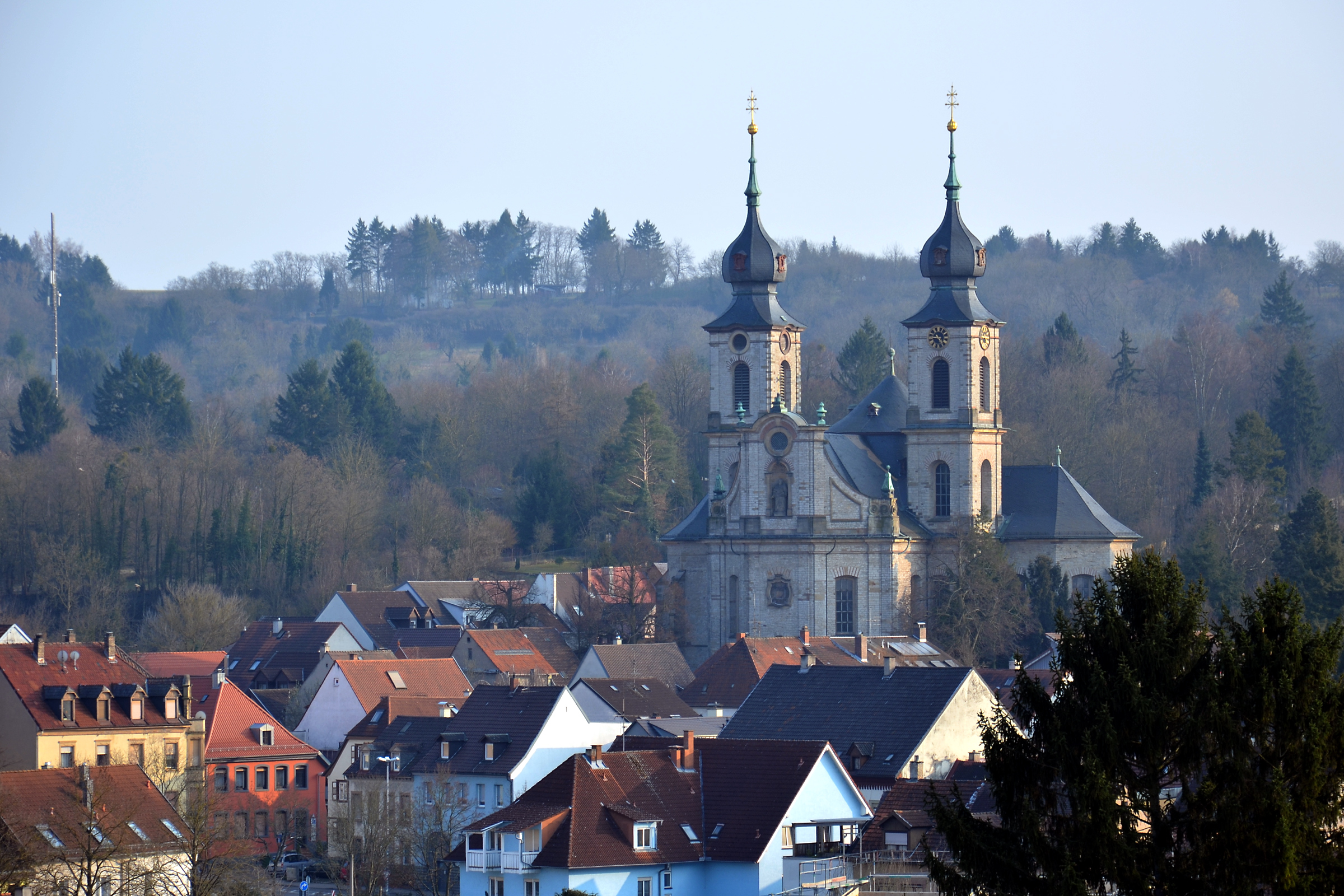
St.-Peters-Kirche vom Belvedere aus gesehen

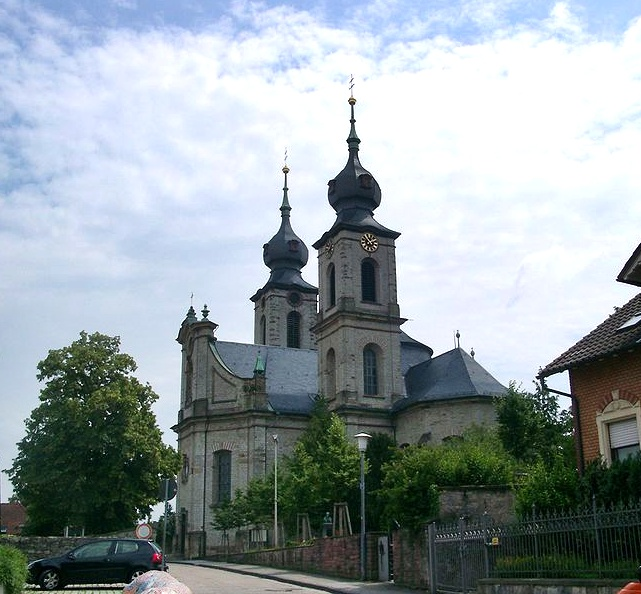
St.-Peters-Kirche

Die Peterskirche in Bruchsal ist eine barocke Pfarrkirche von Balthasar Neumann und letzte Grablege der Speyerer Fürstbischöfe.
Die Kirche wurde von der Denkmalstiftung Baden-Württemberg zum „Denkmal des Monats Oktober 2022“ ernannt.

## Lage
Das Gotteshaus liegt etwas außerhalb, südöstlich des heutigen Stadtkerns von Bruchsal und hat wegen seiner Lage als einzige örtliche Kirche den Zweiten Weltkrieg unbeschadet überstanden. Direkt angrenzend befindet sich der Hauptfriedhof. Der barocke Zentralbau mit einer Doppelturmfassade beherrscht auf einem Hügel den südlichen Stadtrand.

## Geschichte

### Die Vorgängerbauten
Am Standort der Peterskirche befand sich offenbar eines der frühen Siedlungszentren der heutigen Stadt, mit Begräbnisstätte und Gotteshaus, das vom Kloster Weißenburg herrührt, aber heute außerhalb des Ortskerns liegt.
1278 erscheint die Kirche als „capella sancti Petri“ erstmals urkundlich. Sie wurde 1320 zerstört. 1360 erfolgte die Wiedererrichtung als gotischer Hallenbau mit hohem Turm. St. Peter war bis 1588 die einzige Pfarrkirche der Stadt. Im Pfälzischen Erbfolgekrieg zerstörten die Franzosen 1689 auch Bruchsal größtenteils, wobei die Peterskirche niederbrannte und zur Ruine wurde. Nur Teile des Chores, die Mauern des Langhauses und der Turm blieben erhalten.
Fürstbischof Damian Hugo Philipp von Schönborn-Buchheim ließ 1721 den Chor wieder so weit instand setzen, dass darin Gottesdienst gehalten werden konnte.

### Die Barockkirche
1736 beauftragte Bischof Schönborn den bekannten Baumeister Balthasar Neumann mit der Planung eines barocken Neubaus, der gleichzeitig Grabeskirche der jetzt dauerhaft in Bruchsal residierenden Speyerer Fürstbischöfe werden sollte. Der alte Chor wurde in die Kirche integriert, die nicht benötigten Ruinenteile riss man 1738 ab. 1740 begannen die Bauarbeiten. Als Baumeister wirkte Johann Georg Stahl († 1755), der auf dem angrenzenden Friedhof ruht. Die feierliche Grundsteinlegung erfolgte am 26. März 1742. Unter dem Gotteshaus wurde auch eine kleine Bischofsgruft angelegt, die aber lediglich über drei Grabnischen verfügte. Nach der Überlieferung habe Bischof von Schönborn dies so angeordnet und hinzugefügt, dass man mehrerer nicht bedürfe. In der Tat wurden dort nur noch drei Fürstbischöfe beigesetzt. Das Hochstift Speyer wurde 1803 säkularisiert.
1745 wurden von Johann Adam Roth die fünf barocken Glocken mit der Schlagtonfolge cis′-e′-gis′-h′-d′′ in Würzburg gegossen, die noch heute komplett erhalten auf beide Türme verteilt läuten.
Die Fertigstellung der St.-Peters-Kirche fand unter Schönborns Nachfolger Franz Christoph von Hutten zum Stolzenberg statt. 1746 wurde in ihr der erste Gottesdienst gefeiert, die Weihe erfolgte 1749. Im Inneren war sie mit prächtigen Barockaltären ausgestattet worden.
Die Vollendung der Bischofsgruft geschah 1755. Im gleichen Jahr wurde der Sarg mit den Überresten des Erbauers, Kardinal von Schönborn, dorthin überführt. Er war schon 1743 gestorben und vorläufig im Kapuzinerkloster beigesetzt worden.
Bischof von Hutten starb 1770 und fand ebenfalls in der Gruft seine letzte Ruhe. Seinen Nachfolger August von Limburg-Stirum ereilte der Tod 1797, auf der Flucht vor den Franzosen, in Schloss Freudenhain bei Passau, wo man ihn auch begrub. Lediglich sein Herz überführte man am 21. März 1797 in die Gruft der Bruchsaler Peterskirche. Es ruht seither in einer silbernen Urne, auf einem Steinpostament vor dem Sarg Bischof Huttens. Am 26. April 1810 setzte man den letzten Speyerer Fürstbischof Philipp Franz Wilderich Nepomuk von Walderdorf dort bei und vermauerte die gesamte Grablege einen Tag später. Die Gruft wurde erst 1907 im Rahmen von Renovierungsarbeiten wiederentdeckt.
In der Kirche befinden sich aufwändige Grabdenkmäler der hier ruhenden Oberhirten. Rechts neben dem Hochaltar steht ein Doppelgrabmal der verwandten Bischöfe Schönborn und Limburg-Stirum (Onkel und Neffe), links eines für Bischof Hutten. 1923 fügte man hier auch eine Inschrift für Bischof Walderdorf bei. Nach dem Ende des Hochstifts Speyer bzw. des alten Bistums kamen Bruchsal und die Peterskirche bei der Neuumschreibung der Diözesen 1821 zum badischen Erzbistum Freiburg; das neue Bistum Speyer wurde mit dem Gebiet der Pfalz (Bayern) deckungsgleich.
Im 20. Jahrhundert erfolgten mehrfach Renovierungen des Gotteshauses und leichte Umgestaltungen des Innenraumes, wobei der barocke Gesamteindruck aber weitgehend erhalten blieb.

## Baubestand
Grundform der Kirche ist ein griechisches Kreuz. Da Balthasar Neumann den alten, geosteten Chor der Vorgängerkirche in seine Planung einbeziehen musste, drehte er das Langhaus um 90 Grad und versetzte damit den neuen Hauptchor mit Hochaltar nach Süden. Der alte Chor wurde zum östlichen Querschiff. In die südlichen Winkel von Längs- und Querschiff baute Neumann die Sakristeien mit darüberliegenden Oratorien ein, in die nördlichen Winkel die dreigeschossigen, mit hohen Rundbogenfenstern durchbrochenen Türme. Im Giebel der Hauptfassade befindet sich eine Ädikula mit der Statue des Apostels Petrus. Die beiden gleichförmigen Türme tragen schlanke, zwiebelförmige Schieferhauben.

## Orgel
Auf der Empore, die von 12 Säulen und 6 Pfeilern gestützt wird, steht eine große Orgel. Empore und Orgelprospekt wurden 1768 von Leonhard Stahl entworfen. Das erste Orgelwerk in dem historischen Gehäuse stammt von dem Orgelbauer Seuffert. Es wurde 1894 durch ein neues Werk des Orgelbauers Anton Kiene (Waldkirch) ersetzt. Erhalten ist davon der Zinnprospekt, der als „Seuffert-Bestand“ aus dem Jahre 1768 deklariert nicht im Ersten Weltkrieg abgeliefert werden musste. 1956–1958 wurde das Werk durch die Orgelbauer Gebr. Späth (Mengen-Ennetach) umgebaut. 2002 wurde ein Neubau des Orgelwerks in Anlehnung an das Seuffert'sche Originalinstrument und unter Verwendung des barocken Gehäuses beschlossen. Dieses wurde von der Orgelbaufirma Vladimir Šlajch (Borovany, Tschechien) im Jahre 2004 vollendet. Das rein mechanische Instrument hat 30 Register auf zwei Manualwerken und Pedal und ist ungleich schwebend gestimmt (Valotti).
| I Hauptwerk C–d3 |       |
| Bourdon          | 16′   |
| Principal (P)    | 8′    |
| Portunal         | 8′    |
| Gamba            | 8′    |
| Bifara (ab c1)   | 8′    |
| Octava           | 4′    |
| Violeta          | 4′    |
| Quinta           | 3′    |
| Superoctava      | 2′    |
| Quinta minor     | 1 ⁄3′ |
| Mixtura III      |       |
| Cimbal II        |       |
| Trompete         | 8′    |

| II Positiv C–d3 |    |
| Copula major    | 8′ |
| Quintatön       | 8′ |
| Principal       | 4′ |
| Flauta minor    | 4′ |
| Fugara          | 4′ |
| Nassat          | 3′ |
| Octava          | 2′ |
| Sesquialtera II |    |
| Mixtura III     |    |
| Vox humana      | 8′ |
| Tremulant       |    |

| Pedalwerk C–d1 |     |
| Subbass        | 16′ |
| Octavbass      | 8′  |
| Principalbass  | 8′  |
| Quintbass      | 6′  |
| Superoctavbass | 4′  |
| Posaunbass     | 16′ |
| Trompetbass    | 8′  |

- Koppeln: Manualschiebekoppel, I/P